# Steeve Penel
Steeve Penel est un footballeur français international martiniquais, né le 24 avril 1986 à Bobigny (Seine-Saint-Denis, France). 
Il évolue au poste de défenseur avec le FC Chambly Thelle et la sélection de la Martinique.

## Biographie
Il est sélectionné pour la première fois avec l'équipe de Martinique à l'occasion du 2e tour préliminaire de la Coupe caribéenne des nations 2012.